# Hargorojo
Hargorojo is een bestuurslaag in het regentschap Purworejo van de provincie Midden-Java, Indonesië. Hargorojo telt 1410 inwoners (volkstelling 2010).